# Björntjärnen (Delsbo socken, Hälsingland, 685740-152668)
Björntjärnen är en sjö i Hudiksvalls kommun i Hälsingland och ingår i Delångersåns huvudavrinningsområde.